# Rock & Pop
Rock & Pop és una emissora de ràdio xilena ubicada al 94.1 MHz del dial FM a Santiago de Xile, dirigida a joves i adolescents. Va començar a emetre l'1 de desembre de 1992 i és propietat d'Ibero Americana Radio Chile.

## Freqüències
- 94.1 MHz (Santiago de Xile)
- 93.9 MHz (Iquique)
- 96.3 MHz (La Serena/Coquimbo)
- 93.1 MHz (Gran Concepción)
- 93.5 MHz (Temuco)